# Brorsons Kerk
Brorsons Kerk (Deens: Brorsons Kirke) is een in het district Nørrebro gelegen kerk in Kopenhagen, Denemarken. De kerk is vernoemd naar de Deense dichter en bisschop Hans Adolph Brorson.

## Geschiedenis

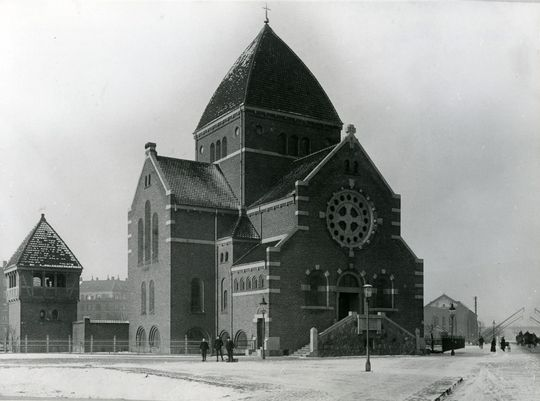
De net voltooide kerk in het begin van de 20e eeuw

Brorsons Kerk werd tussen 1898 en 1901 gebouwd naar het ontwerp van Thorvald Jørgensen, die later ook het ontwerp leverde voor de Christiansborg.
In augustus 2009 haalde de kerk het nieuws door een gewelddadige confrontatie tussen de politie en demonstranten naar aanleiding van de ontruiming van de kerk, waar een groot aantal afgewezen asielzoekers in het kader van kerkasiel hun toevlucht hadden gezocht.

## Architectuur
Het ontwerp van Jørgensen is geïnspireerd op de byzantijnse en laatromaanse architectuur. De in kruisvorm gebouwde kerk heeft een vierkante toren en werd gebouwd van rode baksteen met op de hoeken en in de details gebruik van graniet.
De dubbele granieten trap leidt naar de hoofdingang, die zich bevindt in de zuidoostelijke kruisarm. Boven het portaal met een rondboog timpaan bevindt zich een groot roosvenster.

## Interieur
Het gewelf onder de centrale toren is versierd met fresco's van Christus omgeven door de symbolen van de evangelisten en engelen. In het koor bevinden zich drie gebrandschilderde ramen van Axel Hou. Poul Steffensen schilderde het altaarschilderij (1903). De 64-armige kroonluchter werd in 1951 ontworpen door Erik Herløv. Preekstoel en doopvont zijn uit graniet gehouwen door A. Bundgård.

## Gebruik
De kerk vormt samen met de Heilig Kruiskerk de parochie Blågårdens en wordt als jongerenkerk gebruikt.

## Afbeeldingen

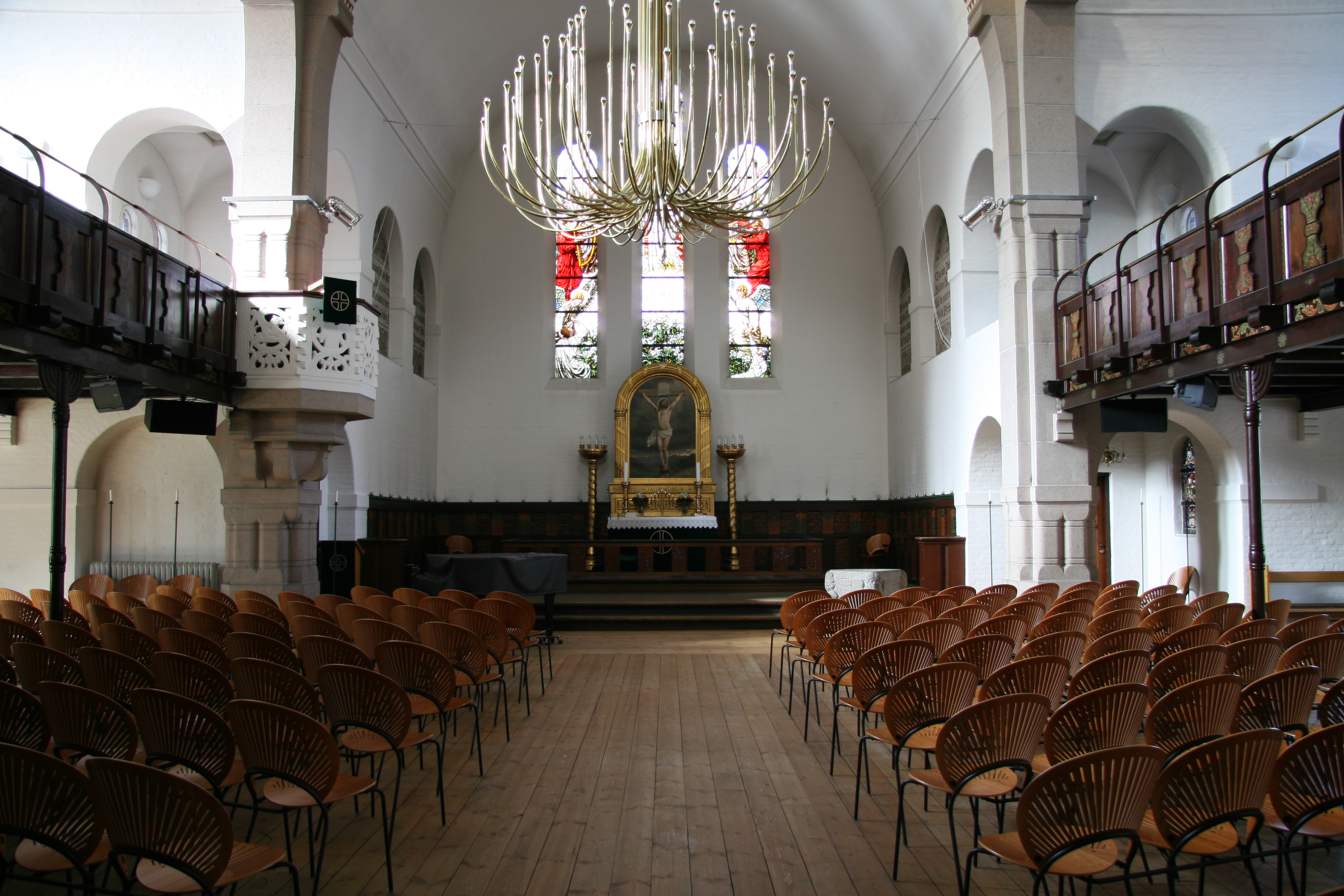
Interieur richting koor
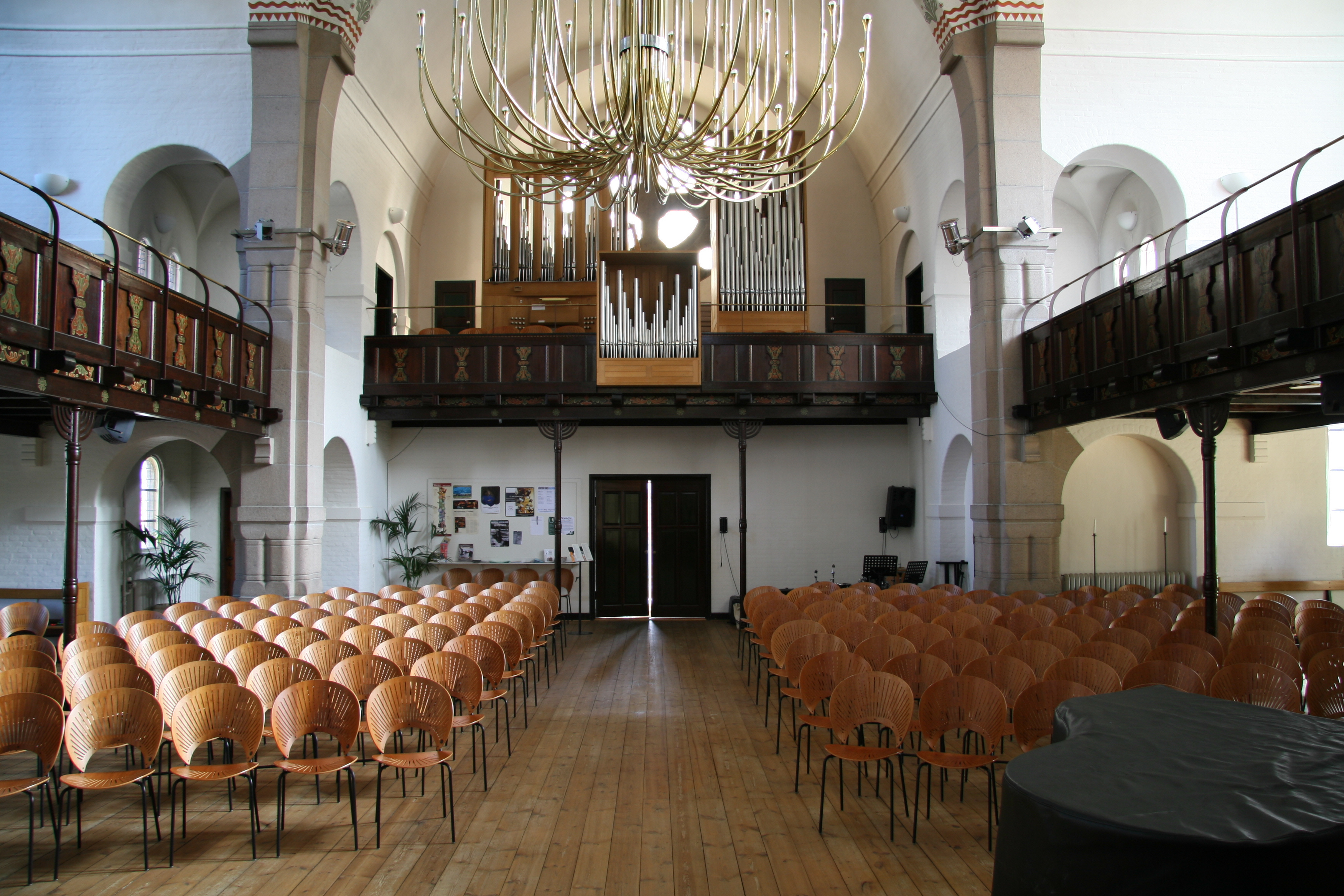
Interieur richting orgel
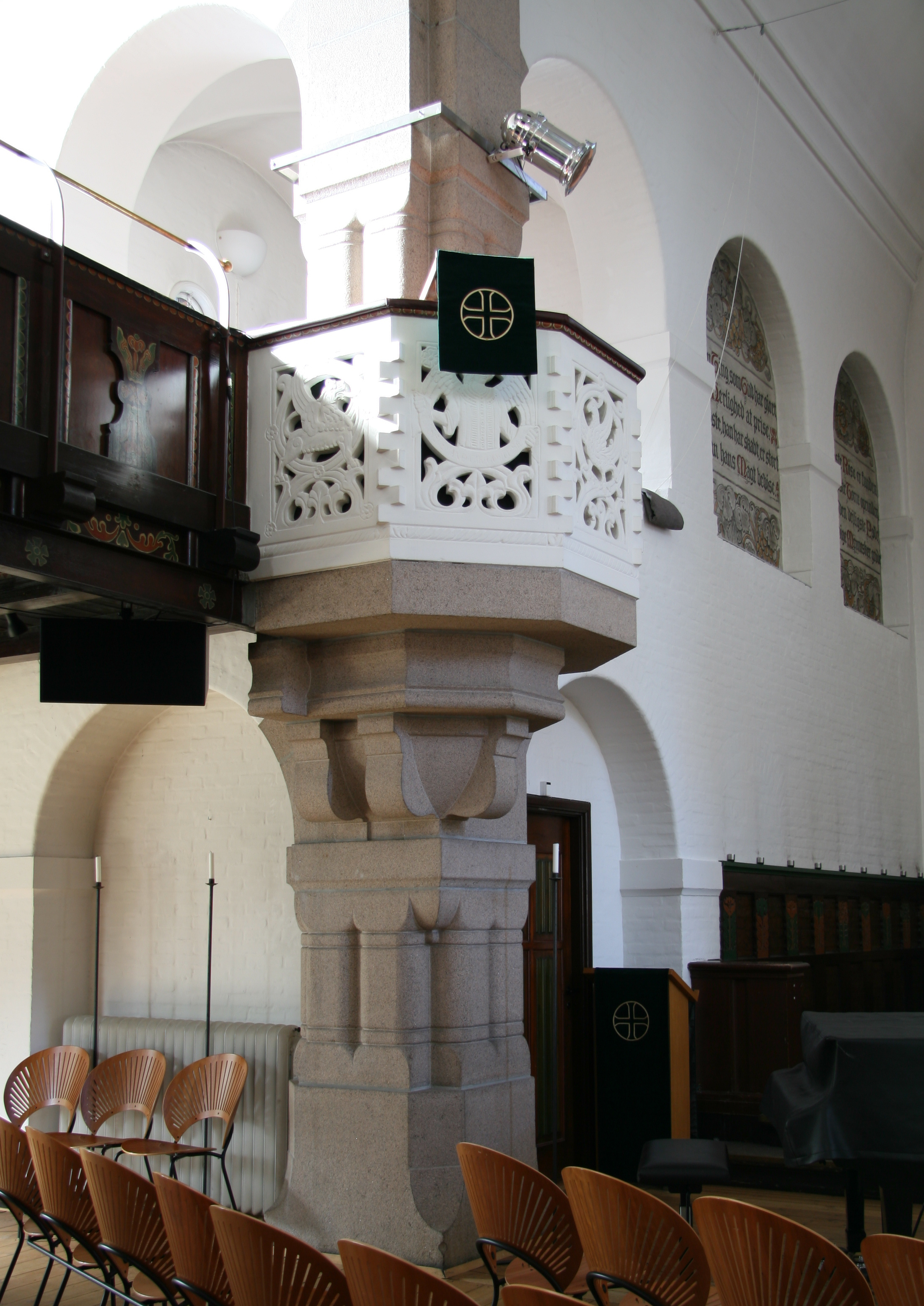
Preekstoel
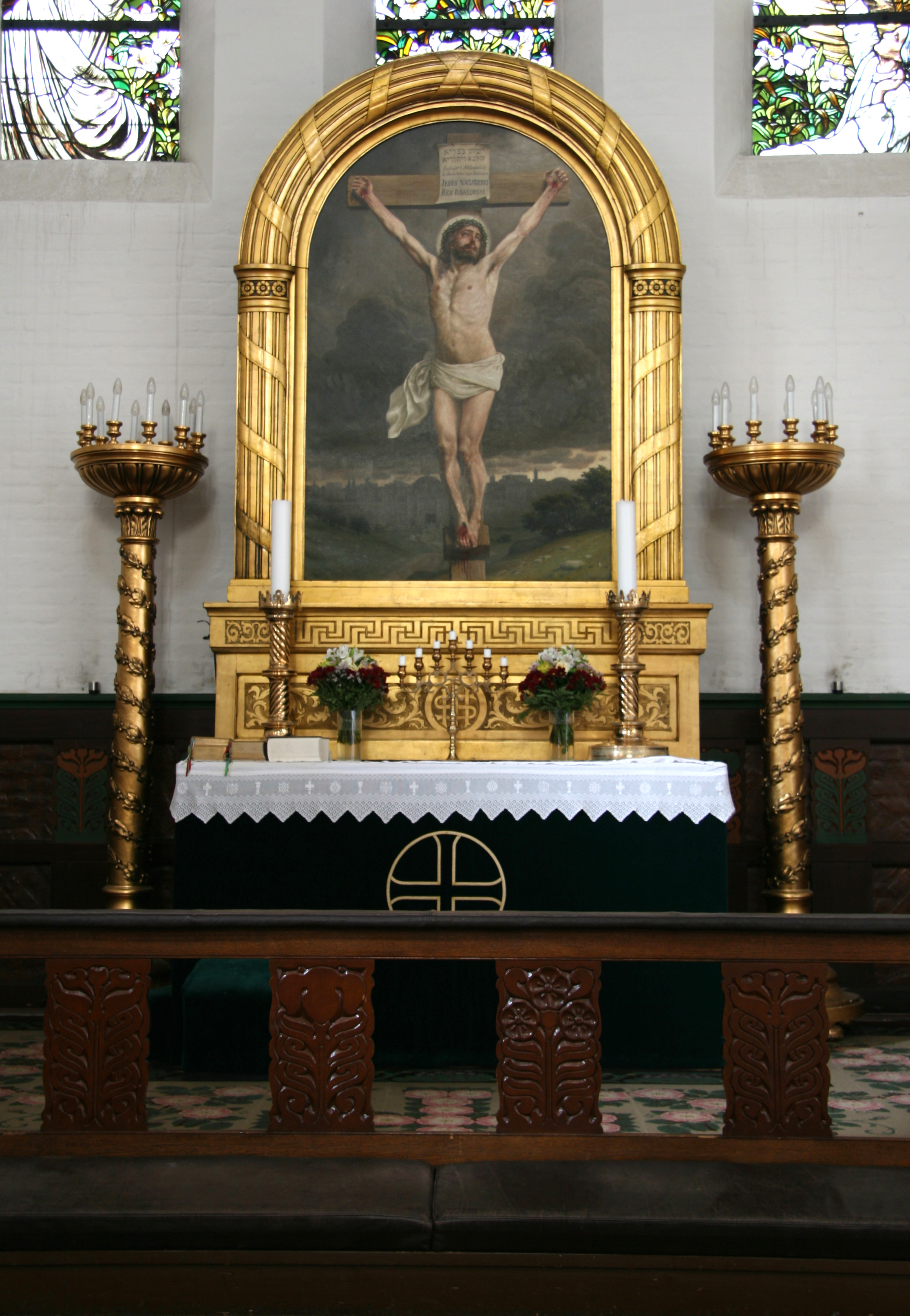
Altaar
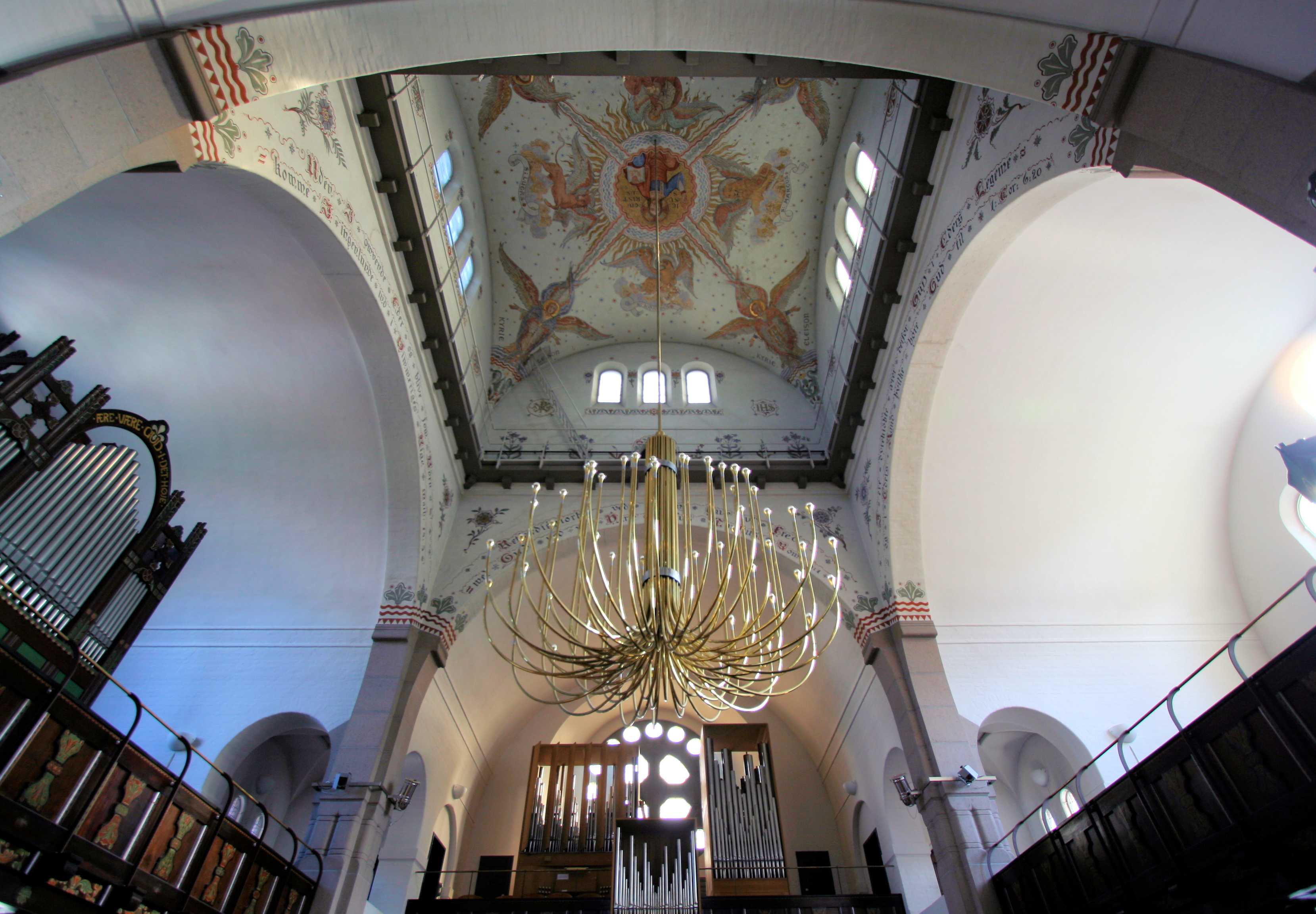
Gewelf